# Filme monocromático

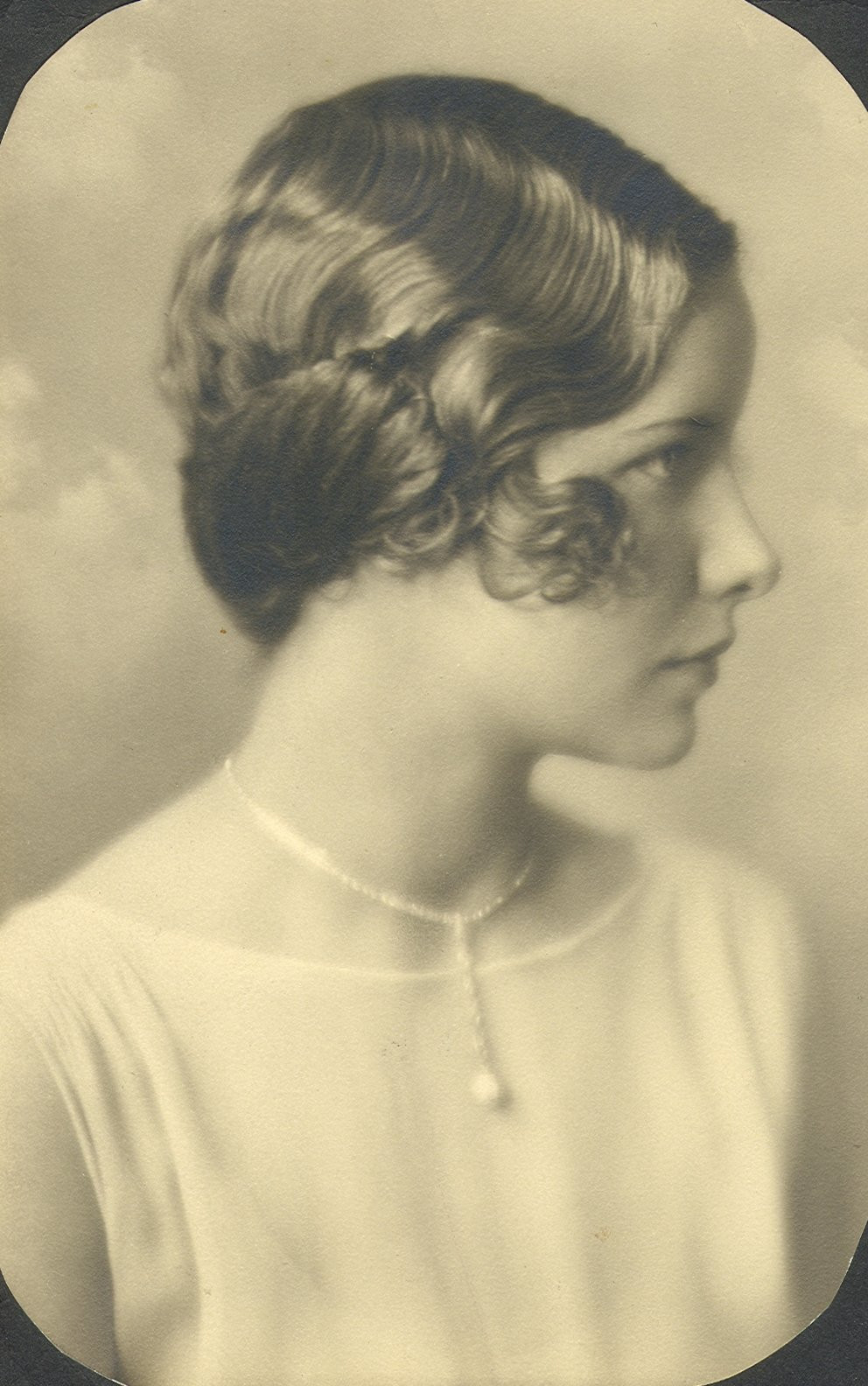
Exemplo de foto com filme monocromático.

O filme monocromático, também conhecido como filme preto e branco (português brasileiro) ou filme a preto e branco (português europeu), ou ainda pelas siglas P&B, PB, B&W ou BW (do inglês black and white), é um filme que possui apenas tons de cinza, variando do branco até o preto. Como exemplo, produz fotos em preto e branco e filmes em preto e branco.

## Fotografia
Apesar de ser o processo fotográfico mais simples, também é o mais delicado. Para o principiante, a fotografia monocromática permite uma introdução econômica e simples às práticas de laboratório fotográfico (Revelação fotográfica). Rapidez e facilidade na revelação e impressão são características da fotografia em preto e branco: poucos minutos decorrem entre a exposição e o positivo em papel.
Por outro lado, o filme monocromático é um meio tão vasto e atrativo, que pode ser classificado como um veículo artístico. Muitos fotógrafos preferem os filmes preto e branco por familiaridade e gosto pessoal, sentem maior liberdade para criar.
Os filmes são criados para produzir uma imagem negativa a partir da qual se fazem as cópias em papel. A temperatura de cor das fontes de luz não irá afetar a imagem final, como ocorre com os diversos tipos de película colorida.